# Павле Дукађин
Павле III Дукађин (алб. Pal III Dukagjini, итал. Paolo III Ducagini; 1411—1458) био је албански племић, припадник породице Дукађин. Он и његов рођак Никола Дукађин су у почетку били поданици Леке Захарија, млетачког вазала који имао посјед око Скадра. Никола је убио Леку, а Дукађини су наставили да владају својим селима под млетачким вазалством. Павле и Никола су били дио Љешке лиге, војног савеза који се борио за ослобођење Албаније од Османског царства, а основао га је Ђурађ Кастриот. Дукађин је 1454. године прихватио вазалство од Алфонса V од Арагона, као што су то учинили и други великаши три године раније. Касније је Павле напустио Ђурађову војску и дезертирао Османлијама.

## Биографија
Он је био један од оснивача Љешке лиге, војног савеза хришћанских албанских и српских племића основан у Љешу 2. марта 1444. године.Božić 1979, стр. 364, Крајем лета 1444. Никола Дукађин убио је Леку Закарију. Према млетачком хроничару Стефану Мању убио га је "у битки" као његов вазал.) Остали оснивачи су:
- Лека Захарија (господар Шатија и Дања) и његови вазали Никола и Павле Дукађин;
- Петар Спан (господар планина иза Дриваста);
- Лека Душман (господар Пилота);
- Ђорђе, Јован и Гојко Балшић (господари Мизије):
- Андреја Топија (господар Скурије) са нећаком Танушом;
- Ђорђе Аријанит Комнин (господар области између Шкундре и Војуше);
- Теодор Корона Музаки (господар Берата);
- Стефан Црнојевић (господар Горње Зете) са своја три сина — Иваном, Андријом и Божидаром.

Павла и Никола су били Захаријеви вазали, све док га Никола није убио 1444. године. Млетачка република је прихватила њихову контролу над посједима које су држали за вријеме Захаријевог вазалства (које укључују села Буба, Салита, Гуричучи и Басчина), јер су прихватили да постану млетачки вазали послије Захаријеве смрти.
Алфонсо V је прво са Ђурађом Кастриотом потписао Гаетски споразум 1451. године, а затим је потписао сличне споразуме са Павлом Дукађином и осталим великашима из Албаније, укључујући: Ђорђа Аријанита, Јована Музаку, Ђорђа, Балшића, Петра Спана, Топију Музаку, Петар Химарски, Симон Занебиш и Карло Токо.
Павле је био у Венецији између новембра 1451. и фебруара 1452. године, када је Млетачки сенат прихватио његов захтјев да више не служи Млецима из Улциња него из Љеша, који је ближи његов посједима. Сенат је наредио господару Улциња да плати претходне услуге Павлу и наредио господару Љеша да прихвати Павлове будуће услуге.
Дана 21. октобра 1454. године, Алфонсо V од Напуља обавијестио је Ђурђа Кастриота да је Павле Дукађин послао своје изасланике и прогласио оданост и вазаласт према Напуљском краљевству, које му је додјелило 300 дуката годишње.
Заједно са другим албанским племићима (као што су Моиси Големи, Никола Дукађин и Хамза Кастриот), напустио је Ђурађове снаге и дезертирао Османлијама. Папа Калист III је 1457. године критиковао крујског бискупа због неоправдане екскомуникације Павла Дукађина и његових поданика.
Павле Дукађин је имао четири сина: Николу, Леку, Прогона и Ђорђа, од којих су Никола и Лека били политички значајни.